# تكسير (كيمياء)

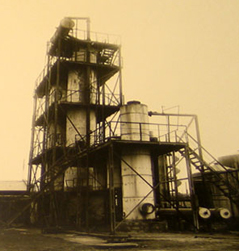
وحدة تكسير في منشأة نفطية.

التكسير عملية كيميائية تستخدم في الصناعات النفطية من أجل تحويل الهيدروكربونات
ذات الجزيئات العضوية المعقدة مثل الكيروجين إلى هيروكربونات ذات صيغ جزيئية بسيطة وذلك من خلال تكسير الروابط الكيميائية بين ذرات الكربون للجزيئات المعقدة.
هنالك عدة أنواع من التكسير منها التكسير الحراري والتكسير الحفزي. يعد النمط الأخير الأكثر استخداماً حيث تساهم الحفازات في إجراء عملية التكسير بكفاءة أكبر وذلك لإنتاج وقود السيارات والغاز النفطي المسال. يعد التكسير الهيدروجيني أحد انماط التكسير الحفزي المستخدم من اجل إنتاج وقود النفاثات والديزل والنافثا.

## اقرأ أيضاً
- تكسير حفزي